# TEGT
TEGT‏ (Transmembrane BAX inhibitor motif containing 6) هوَ بروتين يُشَفر بواسطة جين TEGT في الإنسان.